# Nemoria obliqua
Nemoria obliqua är en fjärilsart som beskrevs av George Duryea Hulst 1898. Nemoria obliqua ingår i släktet Nemoria och familjen mätare. Inga underarter finns listade i Catalogue of Life.